# Зелбах (Шутер)
Зелбах (њем. Seelbach) општина је у њемачкој савезној држави Баден-Виртемберг. Једно је од 51 општинског средишта округа Ортенау. Према процјени из 2010. у општини је живјело 5.054 становника. Посједује регионалну шифру (AGS) 8317127.

## Географски и демографски подаци
Зелбах се налази у савезној држави Баден-Виртемберг у округу Ортенау. Општина се налази на надморској висини од 286 метара. Површина општине износи 29,8 km². У самом мјесту је, према процјени из 2010. године, живјело 5.054 становника. Просјечна густина становништва износи 169 становника/km².

## Међународна сарадња
| Мјесто  | Држава  | Врста сарадње | Од    |
| ------- | ------- | ------------- | ----- |
| Зилебек | Белгија | партнерство   | 1983. |
| Извор   |         |               |       |